# Underwriting
No mercado financeiro, o underwriting ou subscrição ocorre quando uma companhia seleciona e contrata um intermediário financeiro, que será responsável pela colocação de uma subscrição pública de ações ou obrigações no mercado. A operação é realizada por uma instituição financeira isoladamente ou organizada em consórcio.
É um esquema de lançamento de uma emissão de ações para subscrição pública, no qual a empresa encarrega a um intermediário financeiro a colocação desses títulos no  mercado.
O termo descreve as operações financeiras nas quais os bancos intermedeiam o lançamento e distribuição de ações ou títulos de renda fixa para negociação no mercado de capitais.
A instituição financeira que realiza operações de lançamento de ações no mercado primário é chamada de underwriter. São instituições autorizadas para estas operações: bancos múltiplos ou de investimento, sociedades corretoras e distribuidoras.
As operações de underwriting são ofertas públicas de títulos em geral, e de títulos de crédito representativo de empréstimo, em particular, por meio de subscrição, cuja prática é permitida somente pela instituição financeira autorizada pelo Banco Central do Brasil (BACEN) para esse tipo de intermediação.
Os lançamentos de ações novas no mercado, de forma ampla e não restrita à subscrição pelos atuais acionistas, também levam o nome underwriting.

## Tipos de underwriting

### Underwriting de melhores esforços (best efforts)
No underwriting "best efforts" (melhores esforços), a instituição financeira contratada se compromete a realizar os melhores esforços, no sentido de colocação dos títulos emitidos pela empresa junto ao mercado. Não há, por parte do intermediário financeiro, nenhuma garantia de colocação da totalidade das ações do lançamento. A empresa corre o risco de não conseguir aumentar o seu capital no montante pretendido, uma vez que assume todos os riscos do lançamento.

### Underwriting de stand-by
Subscrição em que a instituição financeira se compromete a colocar as sobras junto ao público em determinado espaço de tempo, após o qual ela mesmo subscreve o total das ações não colocadas. Decorrido o prazo, o risco de mercado é do intermediário financeiro.

### Underwriting firme (straight)
Subscrição em que a instituição financeira subscreve integralmente a emissão para revendê-la posteriormente ao público. Selecionando esta opção, a empresa assegura a entrada de recursos. O risco de mercado é do intermediário financeiro.